# Zelba
Zelba, pseudonyme de Wiebke Petersen, est une ancienne championne junior d'aviron, illustratrice et auteure de bande dessinée allemande née en 1973 à Aix-la-Chapelle.

## Biographie
Wiebke Petersen est née à Aix-la-Chapelle (Aachen en allemand), qui à l'époque de sa naissance se trouve en République fédérale d'Allemagne. Tandis que le pays connaît la réunification, elle intègre l'équipe nationale d'aviron, discipline où elle devient championne du monde junior d'aviron en deux sans barreur en 1991 et double championne junior en Allemagne, expériences qui nourrissent l'ouvrage autobiographique Dans le même bateau, publié en 2019 (Futuropolis). Elle fait ses études aux Beaux-Arts en Allemagne puis, dans le cadre du programme d'échange Erasmus, elle intègre l'école des beaux-arts de Saint-Étienne, en section communication et multimédia, région où elle s'installe ensuite.
Elle exerce dans les domaines du graphisme et de l'illustration, réalisant « des commandes d'institutions, d'associations ou des projets personnels », avec par exemple le livre pour enfants Cap sur cacao, ainsi que d'autres travaux jeunesse. Elle emploie crayon et pinceaux. Elle lance son blog et y publie son autobiographie dessinée ; la lecture de Persepolis la convainc de transformer ces travaux en bande dessinée : en 2009, elle publie chez Jarjille Ma vie de poulpe, d'inspiration autobiographique, ainsi que La Mouette, qui « met en image une grand-mère qui raconte son enfance en Allemagne, pendant la Seconde Guerre mondiale ». 
Suivent en 2010 Jeanne et le jouet formidable, en 2011 C'est du propre !, en 2013 États Dame, La Grossesse pour les Nuls en BD en 2015 ; en 2016, Udama chez ces gens-là, l'histoire apparemment banale d'un couple qui engage une nourrice malienne, est décrite comme « une quasi-farce sociale parfaitement crédible » par Actua BD, qui réserve un accueil positif à l'ouvrage, tout comme BD Gest'. En 2018 paraît Clinch, le huis-clos d'un couple entre amitié et amour pendant une nuit. En 2019, Dans le même bateau revient sur ses années de sportive tandis que l'Allemagne vit la réunification ; à l'époque, âgée de 16 ans, elle vit à Essen et pratique l'aviron avec sa sœur.
En 2023 aux éditions Futuropolis et du Louvre paraît Le Grand Incident qui évoque les nus féminins du musée sous l'angle du regard masculin.

### Vie familiale
Zelba est mère de deux enfants, qui lui inspirent les traits de ses personnages,.

## Œuvres
- Cap sur cacao ! (illustration), texte d'Hermann Moers,  Éd. Nord-Sud, 2002  (ISBN 3-314-21475-8) (BNF 38821273)
- Ma vie de poulpe (scénario, dessin et couleurs), Jarjille éditions, 2009  (ISBN 978-2-9521680-7-6) (BNF 42006711)
- La Mouette, Jarjille éditions, 2009  (ISBN 978-2-9186-5803-0) (BNF 42235996)
- Jeanne et le jouet formidable, éd. Poisson dissolu, 2010  (ISBN 978-2-9534910-0-5) (BNF 42192832)
- C'est du propre !, Jarjille éditions, 2011  (ISBN 978-2-918658-19-1) (BNF 42605014)
- États dame, Jarjille éditions, 2013  (ISBN 978-2-918658-37-5) (BNF 44266193)
- Pour les nuls : la grossesse, Delcourt / First éditions, 2015  (ISBN 978-2-7540-7560-2) (BNF 44432618)
- Udama chez ces gens-là, La Boîte à bulles, 2017  (ISBN 978-2-84953-272-0) (BNF 45205552)
- Clinch : deux amis, un combat, une nuit blanche, Marabout, 2018  (ISBN 978-2-501-13269-5) (BNF 45501331)
- Dans le même bateau, Futuropolis, 2019  (ISBN 978-2-7548-2852-9)
- Mes mauvaises filles, Futuropolis, 2021  (ISBN 978-2-7548-3053-9)
- Le Grand Incident, Futuropolis & Musée du Louvre, 2023  (ISBN 2754834435)